# Санта Крус (река в Аржентина)
Санта Крус (на испански: Rìo Santa Cruz) е река в най-южната част на Аржентина, в провинция Санта Крус, вливаща се в Атлантическия океан. Дължината ѝ е 385 km, а площта на водосборния басейн – 29 686 km².
Река Санта Крус изтича от източната част на голямото езеро Лаго Архентино, разположено на 187 m н.в., в провинция Санта Крус. По цялото си протежение тече в източна посока в дълбока и тясна долина през южните части на Патагонското плато. Влива се в залива Баия Гранде на Атлантическия океан, образуваща общ естуар с вливащата се от север река Рио Чико. Пълноводна е целогодишно, със слабо изразено пролетно пълноводие по време на топенето на снеговете и ледниците в Патагонските Анди. Среден годишен отток при изтичането си от езерото Лаго Архентино – 675 m³/s, а в устието – 790 m³/s. В устието ѝ е разположен град Команданте Луис Педрабуена, а на западния бряг на естуара ѝ – морското пристанище Порто Санта Крус.